# Movimento studenti cattolici
Il Movimento Studenti Cattolici-FIDAE (MSC, precedentemente noto come Studenti FIDAE) è un'associazione studentesca di ispirazione cristiana che si occupa della formazione pre-politica con molta attenzione all'impegno sociale.
Il MSC partecipa al tavolo interassociativo per la scuola l'università e la ricerca della CEI (Conferenza episcopale italiana).
Obiettivo dell'associazione è quello di riunire tutti gli studenti che condividono il progetto educativo della Chiesa cattolica, partendo dallo studio della dottrina sociale della Chiesa e da un percorso di crescita nella comunità studentesca dato dalla fede.
L'associazione raduna oggi circa 7.000 studenti italiani ed opera anche in contesto europeo, nella rappresentanza degli studenti e in diverse attività promosse da giovani per altri giovani.
Il Movimento Studenti Cattolici è radicato su tutto il territorio nazionale. Il Movimento è presente in tutte le regioni italiane con il proprio coordinamento regionale, ha come unità base il comitato composto da più di 10 studenti.
L'MSC è membro fondatore del Forum nazionale giovani ed esprime un proprio rappresentante nel consiglio direttivo dello stesso.
All'interno della rappresentanza studentesca universitaria la possiamo ritrovare nella lista Coordinamento liste per il diritto allo studio e in quelle ad essa afferenti.

## Storia
il MSC nasce negli anni settanta. raggruppando gli studenti delle scuole cattoliche appartenenti alla Federazione istituti delle attività educative, con il nome di Studenti FIDAE, fondato da un gruppo di studenti guidati dal religioso  Giuseppe Lazzaro dei Fratelli delle scuole cristiane.
Nel 2000 l'associazione, distribuita uniformemente in tutta Italia, assume il nome di Movimento Studenti Cattolici ed inizia così il percorso istituzionale del MSC che assieme alle altre realtà associative studentesche maggiori del Paese dà vita al Forum delle associazioni maggiormente rappresentative presso il Ministero della Pubblica Istruzione.
Il 3 novembre 2002 il presidente della Repubblica Italiana Carlo Azeglio Ciampi ha conferito il diploma di benemerenza di prima classe con medaglia d'oro alla memoria di Giuseppe Lazzaro, che nell'educazione dei giovani espresse a pieno la sua vera dimensione ecclesiale.
L'MSC è cofondatore del Forum delle associazioni studentesche maggiormente rappresentative istituito nel 2001 presso il Ministero dell'Istruzione, del Forum nazionale dei giovani
Nel corso del 2003 il MSC intraprende un cammino che porterà l'associazione verso la costruzione con altre realtà giovanili del Forum nazionale dei giovani.
Nell'ottobre 2008 l'associazione diventa "Movimento studenti cattolici-FIDAE".

## Organismi di rappresentanza
Il Movimento è membro delle seguenti commissioni e/o tavoli di confronto:
- Forum delle associazioni studentesche maggiormente rappresentative presso il MIUR (di cui è membro fondatore)
- Forum nazionale dei giovani (di cui è membro fondatore)
- Consulta nazionale per la pastorale scolastica
- Tavolo interassociativo per la scuola l'educazione e l'università della CEI
- Consiglio nazionale della scuola cattolica
- Centro studi scuola cattolica

## Presidenti
- Matteo Pasquali
- Antonio De Napoli
- Alessandro Palombo
- Martino Merigo
- Paolo Di Domizio
- Rosa Cortese
- Jacopo Grasso
- Matilde Graziani
- Davide Ghellere